# Lotte Søgaard-Andersen
Lotte Søgaard-Andersen (* 14. März 1959 in Holbaek, Dänemark) ist eine dänische Molekulargenetikerin und Direktorin am Max-Planck-Institut für terrestrische Mikrobiologie in Marburg.

## Leben
Søgaard-Andersen studierte Medizin an der Universität von Odense und schloss 1988 ihr Studium ab. Nach einem Forschungsaufenthalt am Institut Pasteur in Paris promovierte sie 1991 in Molekularbiologie an der Universität von Odense, wo sie 1992 zur Assistenzprofessorin ernannt wurde. Von 1994 bis 1996 war Søgaard-Andersen Gastwissenschaftlerin an der Stanford University, bevor sie nach Odense zurückkehrte, wo sie zunächst eine Assistenzprofessur und 2002 eine Professur an der Süddänischen Universität erhielt. 2004 wurde Søgaard-Andersen Direktorin des Max-Planck-Instituts für terrestrische Mikrobiologie in Marburg. Seit 2008 ist sie zudem Professorin am Fachbereich Biologie der Philipps-Universität Marburg.

## Schaffen
Søgaard-Andersen arbeitet auf dem Gebiet der molekularen Genetik von Mikroorganismen. Ihr Forschungsobjekt ist Myxococcus xanthus. Sie interessiert sich vor allem für die intrazelluläre Kommunikation, die Regulation von Mortalität und Zellpolarität sowie den Zellzyklus in M. xanthus.

## Ehrungen und Auszeichnungen
- 2008: Mitglied der Nationalen Akademie der Wissenschaften (Matrikel-Nr. 7231)
- 2014: Fellow der American Academy of Microbiology